# Lasioglossum alinense
Lasioglossum alinense är en biart som först beskrevs av Cockerell 1924.  Lasioglossum alinense ingår i släktet smalbin, och familjen vägbin. Inga underarter finns listade i Catalogue of Life.